# یویا نیشیجیما
یویا نیشیجیما (ژاپنی: 西嶋 有矢؛ زادهٔ ۲۱ فوریهٔ ۱۹۹۵) یک بازیکن فوتبال اهل ژاپن است.
از باشگاه‌هایی که در آن بازی کرده‌است می‌توان به باشگاه فوتبال گاینار توتوری اشاره کرد.